# António Cardinal
António Cardinal, Cardinal´s (Porto, 1942) é um conhecido e respeitado ilusionista português, conferencista, autor, organizador e jurado de festivais e concursos internacionais de Magia.

## I
Iniciou-se no mundo do ilusionismo há mais de meio século - na sequência de um forte gosto pessoal e vontade em conhecer, aprender e praticar - na extinta Academia Portuguesa de Ilusionismo, fundada por Martins de Oliveira.
Como ilusionista actuou, além de Portugal, nomeadamente em Espanha, E.U.A., Canadá, Tunísia, Angola, Macau, Cabo Verde e Alemanha, tendo participado em cerca de uma centena de vezes em shows televisivos como ilusionista e como convidado regular como comentador de questões de ilusionismo, nomeadamente na RTP, Porto Canal, SIC e TVI. Actuou em diversos casinos, por exemplo Casino do Estoril, Casino de Espinho, Casino da Póvoa do Varzim, Casino da Figueira da Foz, Casino de Vilamoura, Casino do Alvor, Casino de Montegordo. Actuou ainda em prestigiadas salas de espectáculo, tais como Coliseu do Porto, Teatro de São Luís (Lisboa), Teatro Sá da Bandeira (Porto), Teatro Rivoli (Porto), Teatro Circo de Braga. Foi convidado de um Festival da Lusofonia em Macau. Proferiu várias conferências, nomeadamente no CIF e na Associação de Ilusionismo de Macau, da qual é sócio honorário.

## II
É, há 19 anos, (desde o seu início) coordenador geral do MagicValongo (nesta enciclopédia referenciado como Magic Valongo), Festival Internacional de Ilusionismo, evento de prestígio mundial referenciado pela FISM e o mais relevante em Portugal e dos mais credenciados no panorama europeu. Foi ainda coordenador e organizador do extinto MagicPorto, das Jornadas Mágicas cidade de Lisboa, e de um par de edições do Festival Internacional de Ilusionismo da Figueira da Foz. Foi presidente, em vários mandatos, do Clube Ilusionista Fenianos (CIF), a primeira entidade portuguesa a ser aceite na FISM (Federação Internacional de Sociedades Mágicas).
Foi presidente do júri do Festival Internacional de Magia de Macau, 2010. Foi também, por diversas vezes, presidente do júri de festivais de ilusionismo São João Bosco, do CIF, e do Festival Internacional da Figueira da Foz. Neste último foi ainda membro do júri por algumas outras vezes.

## III
Tem criado e adaptado vários números e efeitos que têm merecido boa aceitação na comunidade mágica, nomeadamente o «número da carta impressa no envelope».
É autor de dezenas de textos de e sobre Magia. Publicou, durante uma década (com início no final dos anos sessenta), a crónica dominical Magia por Cardinal, no Jornal de Notícias. Crónica que muito contribuiu para a disseminação do ilusionismo em Portugal. É autor do livro Notas de Conferência, publicado pela Magiarte. Publicou diversos outros artigos em revistas da especialidade, nomeadamente na Folha Mágica, revista da qual foi ainda director.